# 赫布根萊克埃斯泰茨 (蒙大拿州)
赫布根萊克埃斯泰茨（英語：Hebgen Lake Estates）是位於美國蒙大拿州加拉廷縣的普查規定居民點。

## 人口
根據2020年美國人口普查的數據，赫布根萊克埃斯泰茨的面積為0.48平方千米，皆為陸地。當地共有人口123人，而人口密度為每平方千米256.25人。